# Mistrovství Evropy juniorů v ledním hokeji 1979
Mistrovství Evropy juniorů v ledním hokeji 1979 byl 12. ročník této soutěže. Turnaj hostila od 31. března do 6. dubna polská města Katowice a Tychy. Hráli na něm hokejisté narození v roce 1961 a mladší.

## Výsledky

### Základní skupiny
| Poř. | Tým    | TCH  | FIN  | POL | ITA  | Z | V | R | P | Skóre | B |
| 1.   | ČSSR   | —    | 5:1  | 3:0 | 17:0 | 3 | 3 | 0 | 0 | 25:1  | 6 |
| 2.   | Finsko | 1:5  | —    | 5:2 | 28:0 | 3 | 2 | 0 | 1 | 34:7  | 4 |
| 3.   | Polsko | 0:3  | 2:5  | —   | 8:0  | 3 | 1 | 0 | 2 | 10:8  | 2 |
| 4.   | Itálie | 0:17 | 0:28 | 0:8 | —    | 3 | 0 | 0 | 3 | 0:53  | 0 |

| Poř. | Tým           | URS  | SWE  | SUI | GER} | Z | V | R | P | Skóre | B |
| 1.   | Sovětský svaz | —    | 3:1  | 5:1 | 12:1 | 3 | 3 | 0 | 0 | 20:3  | 6 |
| 2.   | Švédsko       | 1:3  | —    | 6:2 | 10:1 | 3 | 2 | 0 | 1 | 17:6  | 4 |
| 3.   | Švýcarsko     | 1:5  | 2:6  | —   | 6:5  | 3 | 1 | 0 | 2 | 9:16  | 2 |
| 4.   | SRN           | 1:12 | 1:10 | 5:6 | —    | 3 | 0 | 0 | 3 | 7:28  | 0 |

### Skupiny o konečné umístění
Vzájemné výsledky ze základních skupin se započetly celkům i do skupin o konečné umístění.
| Poř. | Tým           | TCH   | FIN   | URS   | SWE   | Z | V | R | P | Skóre | B |
| 1.   | ČSSR          | —     | (5:1) | 5:4   | 3:2   | 3 | 3 | 0 | 0 | 13:7  | 6 |
| 2.   | Finsko        | (1:5) | —     | 3:1   | 8:0   | 3 | 2 | 0 | 1 | 12:6  | 4 |
| 3.   | Sovětský svaz | 4:5   | 1:3   | —     | (3:1) | 3 | 1 | 0 | 2 | 8:9   | 2 |
| 4.   | Švédsko       | 2:3   | 0:8   | (1:3) | —     | 3 | 0 | 0 | 3 | 3:14  | 0 |

| Poř. | Tým       | POL   | SUI   | GER   | ITA   | Z | V | R | P | Skóre | B |
| 5.   | Polsko    | —     | 5:3   | 4:1   | (8:0) | 3 | 3 | 0 | 0 | 17:4  | 6 |
| 6.   | Švýcarsko | 3:5   | —     | (6:5) | 9:0   | 3 | 2 | 0 | 1 | 18:10 | 4 |
| 7.   | SRN       | 1:4   | (5:6) | —     | 6:0   | 3 | 1 | 0 | 2 | 12:10 | 2 |
| 8.   | Itálie    | (0:8) | 0:9   | 0:6   | —     | 3 | 0 | 0 | 3 | 0:23  | 0 |

 Itálie sestoupila z elitní skupiny.

## Turnajová ocenění
|                            | Brankář        | Obránce        | Obránce        | Útočníci         | Útočníci      | Útočníci   |
| -------------------------- | -------------- | -------------- | -------------- | ---------------- | ------------- | ---------- |
| Ceny direktoriátu IIHF     | Paweł Łukaszka | Timo Blomqvist | Timo Blomqvist | Jan Ludvig       | Jan Ludvig    | Jan Ludvig |
| All-Star Tým (podle médií) | Paweł Łukaszka | Timo Blomqvist | Kamil Kalužík  | Miroslav Ihnačák | Michail Panin | Jan Ludvig |

### Produktivita
|               | G | A  | B  |
| ------------- | - | -- | -- |
| Jose Pekkala  | 2 | 11 | 13 |
| Ján Vodila    | 4 | 5  | 9  |
| Pekka Järvelä | 2 | 6  | 8  |
| Arto Sirviö   | 6 | 1  | 7  |
| Sergej Jašin  | 6 | 1  | 7  |
| Jari Simola   | 6 | 1  | 7  |

## Mistři Evropy - ČSSR
Brankáři: Jiří Hamal, Jiří Steklík

Obránci: Eduard Uvíra, Kamil Kalužík, Miroslav Majerník, Peter Solný, Miloslav Hořava, Jan Novák, Jan Tancer

Útočníci: Jan Ludvig, Ján Vodila, Josef Metlička, Petr Setíkovský, Milan Razým, Miloš Krayzel, Vladimír Svitek, Miroslav Venkrbec, Jiří Dudáček, Vladimír Růžička, Miroslav Ihnačák.

## Nižší skupiny

### B skupina
Šampionát B skupiny se odehrál v Miercurea Ciuc v Rumunsku, postup na mistrovství Evropy juniorů 1980 si vybojovali Norové. Naopak sestoupili
Dánové.
1.  Norsko

2.  Rumunsko

3.  Jugoslávie

4.  Francie

5.  Nizozemí

6.  Maďarsko

7.  Rakousko

8.  Dánsko

### C skupina
Šampionát C skupiny se odehrál v Sofii v Bulharsku, vyhráli jej domácí.
1.  Bulharsko

2.  Španělsko

3.  Velká Británie